# 白尾蓝鸦
白尾蓝鸦（学名：Cyanocorax mystacalis），是鸦科蓝鸦属的一种，分布于厄瓜多尔和秘鲁。全球活动范围约为81,000平方千米。该物种的保护状况被评为无危。
白尾蓝鸦的平均体重约为154.5克。栖息地包括亚热带或热带的（低地）湿润疏灌丛、亚热带或热带的（低地）干燥疏灌丛、亚热带或热带的旱林、干燥的稀树草原、河流、溪流和乡村花园。